# 洪德铭
洪德铭，原名季凯（1919年9月14日—2009年3月31日）是一位中共地下党员。

## 生平
生于湖南省临澧县。1937年参加湖南青年抗敌工作团。1938年6月，正式加入中国共产党。1941年1月，被俘。1942年8月，越狱。1944年5月考取国立西南联合大学。
2009年3月31日病逝于海南省三亚市。